# Cristian Ferreira
Cristian Ferreira, né le 12 septembre 1999 à Córdoba, est un footballeur argentin qui évolue au poste de milieu de terrain à l'Argentinos Juniors.

## Biographie

### En club
Cristian Ferreira commence à jouer au football à Las Palmas, avant de rejoindre River Plate en 2008. Si ce départ précoce de sa Córdoba natale n'est pas forcément facile pour le joueur qui a alors seulement 9 ans, il gravit tous les échelons du club de Buenos Aires, signant son premier contrat professionnel en 2017.
Il fait ses débuts avec l'équipe première du club le 29 octobre 2017, contre Talleres, entrant en jeu à la 66e minute, à la place d'Exequiel Palacios.
Il s'affirme au Monumental au cours de l'année suivante, intégrant le groupe de River en Copa Libertadores et dans les coupes nationales, marquant ensuite son premier but le 27 octobre 2018 contre Aldosivi, d'une frappe retentissante à l'extérieur de la surface,.
Au cours des mois suivants Ferreira apparaît de plus en plus comme une grande promesse du club,, et en mars 2019 il prolonge son contrat jusqu'en 2022, avec une clause de résiliation de 25 millions d'euros.
La saison suivante, Ferreira est un des jeunes du Milionario qui a le plus de temps de jeu, mais alors qu'il a déjà joué 6 matchs en Copa Libertadores il se blesse avant les demi-finales de la compétition. Blessé au genou, il reprend ensuite avec la reserve en février 2020. Mais alors qu'il semble prêt à réintégrer l'équipe première, il est encore éloigné des terrains, cette fois par une entorse à la cheville.
Mais malgré cet enchaînement de blessures, le jeune córdoban attire toujours l'attention de grand club européen : régulièrement annoncé à l'Inter,, il est aussi évoqué au sein de la Juventus, comme joueur susceptible de faire le chemin inverse de Higuain pour la saison 2020-21,.
Il figure également dans le top 50 des cent meilleurs jeunes joueurs pour la décennie à venir fait par 90 min en mai 2020.

### En sélection
International avec les moins de 20 ans argentins, il participe notamment à la  Coupe du monde 2019 en Pologne. Buteur en poule contre la Corée, il ne prend néanmoins pas part à l'élimination en huitième de finale de son équipe contre le Mali.

## Style de jeu
Capable de jouer au poste de milieu central ou offensif, c'est un joueur véloce, actif autant en attaque que dans le pressing de son équipe. Footballeur technique et altruiste, il est également un buteur puissant,, qui n'hésite pas à tirer dans des positions éloignées du but ou sur coup franc.

### En club
| River Plate - Copa Libertadores - Vainqueur en 2018 - Finaliste en 2019 |